# Axel Eriksson (Leichtathlet)
Axel Eriksson (Artur Johan Axel Eriksson; * 14. April 1903 in Stockholm; † 26. Februar 1960 ebd.) war ein schwedischer Langstreckenläufer.
Bei den Olympischen Spielen 1924 in Paris wurde er Achter über 5000 m und schied mit dem schwedischen Team im Vorlauf des 3000-Meter-Mannschaftsrennens aus.
Seine persönliche Bestzeit über 5000 m von 15:12,8 min stellte er am 20. August 1927 in Stockholm auf.